# Lestradea
Lestradea és un gènere de peixos pertanyent a la família dels cíclids.

## Distribució geogràfica
Es troba a l'Àfrica oriental.

## Taxonomia
- Lestradea perspicax (Poll, 1943)[3]
- Lestradea stappersii (Poll, 1943)[3][4][5][6][7][8][9]